# Andrea Bocelli
Andrea Bocelli OMRI  (Lajatico, 22 de setembro de 1958) é um tenor, compositor e produtor musical italiano. Vencedor de cinco BRIT Awards e três Grammys, Bocelli gravou nove óperas completas (entre as quais: La bohème, Il trovatore, Werther e Tosca), além de vários álbuns clássicos e populares, tendo vendido mais de 70 milhões de cópias em todo o mundo.

## Biografia
Andrea Bocelli nasceu na cidade de Lajatico em 1958. Filho de Alessandro e Edi Bocelli, Andrea cresceu na fazenda da família, a cerca de 40 km da cidade de Pisa.
Aos seis anos de idade, iniciou aulas de piano e depois de flauta, saxofone, trompete, harpa, violão e bateria. Andrea Bocelli nasceu com glaucoma congênito que o deixou parcialmente cego. Com 12 anos, durante uma partida de futebol levou um golpe na cabeça que fez com que sua cegueira fosse total. Na infância, Andrea tocava órgão na igreja que se situava próxima à casa, onde ia todos os domingos com a avó. Também aos 12 anos de idade venceu o prêmio Margherita d'Oro, em Viareggio, com a canção "O Sole Mio", constituindo a primeira vitória numa competição musical.
Após a conclusão do seu ensino médio, em 1980, Bocelli foi para a Universidade de Pisa, onde mais tarde foi graduado em Direito. Depois de trabalhar por um ano como advogado, Andrea teve aulas de canto do maestro Luciano Bettarini, dedicando-se à música em tempo integral.
Bocelli nunca parou o treinamento vocal, atendendo "master classes" com o renomado tenor Franco Corelli, em Turin.
Em 1992, o astro do rock italiano Zucchero Fornaciari testou Andrea enquanto procurava por tenores para fazer um dueto com ele na canção "Miserere"; quando ouviu a gravação, o tenor Luciano Pavarotti implorou a Zucchero para usar Andrea em vez dele mesmo. Enfim, a música foi gravada com Pavarotti, mas Andrea Bocelli acompanhou Zucchero na gira européia.
Em 1994, Andrea apresentou-se no Festival de San Remo (Festival da canção italiana), ganhando o evento com a canção "Il mare calmo della sera", que o levou ao primeiro disco de ouro. No mesmo ano, estreou na ópera Macbeth, de Giuseppe Verdi, com o papel de Macduff, cantou no concerto beneficente de Pavarotti em Modena e apresentou-se para o Papa João Paulo II no Natal. Em 1995 sua canção "Con te partirò" ficou em quarto lugar no Festival de San Remo.
Bocelli tem três filhos: Amos (nascido em 1995) e Matteo (nascido em 1997) do seu casamento com Enrica Cenzatti; e Virginia (nascida em 2012) do seu relacionamento com Veronica Berti, que foi transformado em casamento em março de 2014.
O ídolo de infância era Eusébio da Silva Ferreira, jogador de futebol português. Quando Andrea Bocelli se tornou famoso, foi Eusébio que o quis conhecer e as posições trocaram-se.

## Carreira

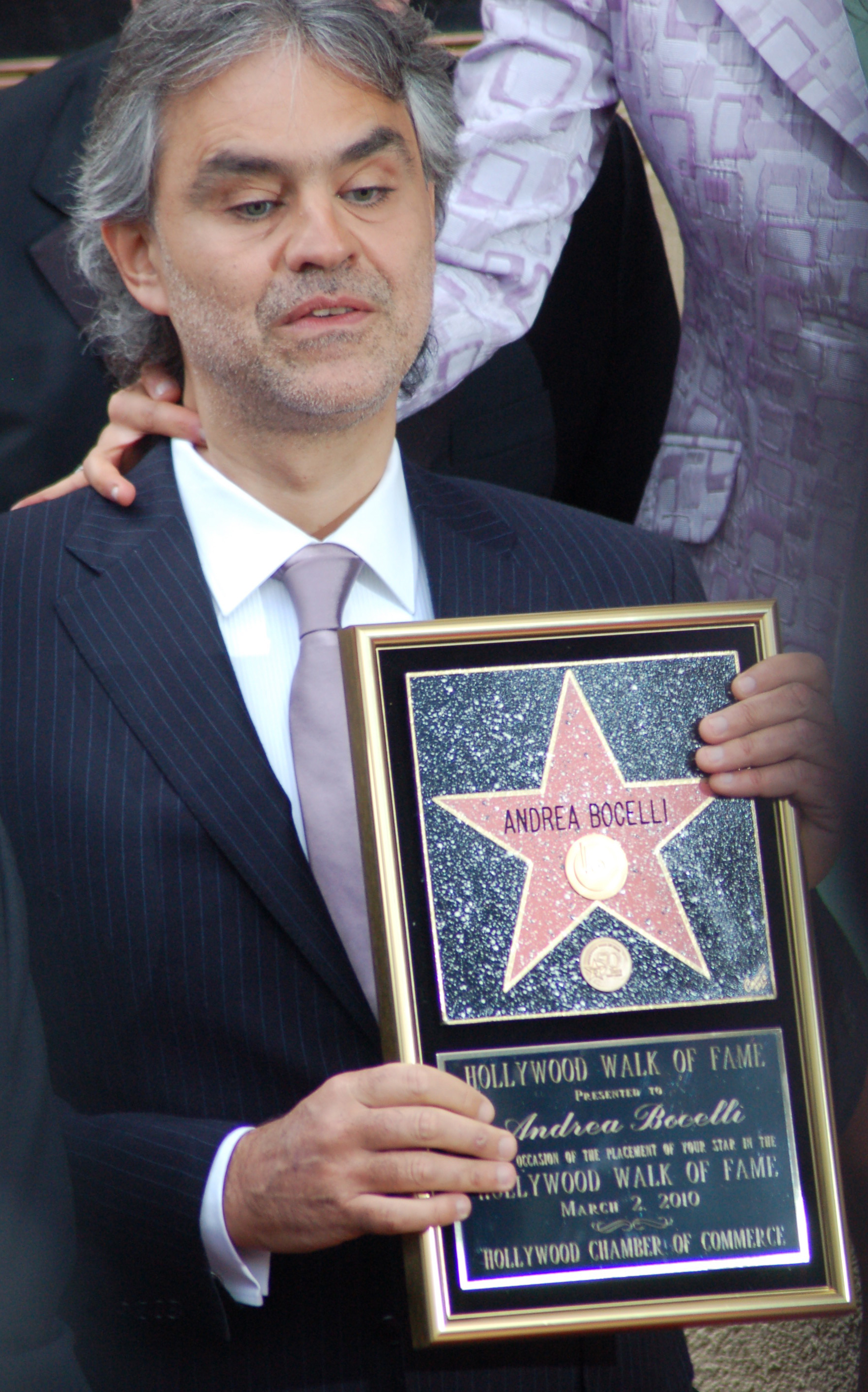
Andrea Bocelli em inauguração de sua estrela na Calçada da Fama de Hollywood, 2010.

### 1992 - 94: Festival de Sanremo
Em 1996 cantou com a soprano inglesa Sarah Brightman uma versão em dueto de "Con te partirò", intitulada "Time to Say Goodbye" ("Hora de Dizer Adeus"), que bateu recordes de vendas e ficou no topo das dez canções mais tocadas no mundo por quase seis meses. Nos anos seguintes, Andrea apresentou-se em Paris, Bologna, Torre del Lago e Vaticano. Lançou mais álbuns até a sua entrada no mercado americano, com um concerto no "John F. Kennedy Center for the Performing Arts" em Washington D.C. e uma recepção na Casa Branca. Naquele ano e em 1999 Andrea partiu em turnê (excursão) pela América do Norte e América do Sul e fez duetos com Céline Dion, além de apresentar-se na primeira ópera totalmente transmitida ao vivo pela Internet da "Detroit Opera House" ("Ópera de Detroit"), com Denyce Graves.

### 1995 - 97:BocellieRomanza
Como vencedor do Festival de Sanremo, Bocelli foi convidado a retornar no ano seguinte. Competindo com "Con te partirò", o tenor ficou em quarto lugar. A canção foi incluída em seu segundo álbum de estúdio Bocelli, produzido por Mauro Malavasi e lançado em novembro de 1995. Na Bélgica, "Con te partirò" tornou-se o single mais vendido de todos os tempos e tornou-se a sua canção assinatura, que nunca pode faltar em shows.
Seu terceiro álbum, Viaggio Italiano, foi lançado na Itália em 1996. Bocelli foi convidado para um dueto com a soprano inglesa Sarah Brightman a canção "Con te partirò" na última partida do boxeador Henry Maske. Brightman havia conhecido Bocelli após ouvi-lo cantar a canção em um restaurante. Com o título da canção alterado para "Time to Say Goodbye", os cantores a gravaram com membros da Orquestra Sinfônica de Londres. O single despontou nas paradas musicais da Alemanha, onde permaneceu em primeiro lugar por catorze semanas. Com as vendas aproximando-se das milhões de cópias e um certificado de platina sêxtuplo, "Time to Say Goodbye" tornou-se a canção de maior sucesso do artista. Bocelli também liderou as paradas da Espanha em 1996 com a canção "Vivo por Ella" (um dueto com Marta Sánchez). Em 1998, foi lançada uma versão em português com a cantora brasileira Sandy, intitulada "Vivo por Ela".
No mesmo ano, Bocelli gravou "Je vis pour elle", a versão em francês de "Vivo per lei", em dueto com a cantora francesa Hélène Ségara. Lançada em dezembro de 1997, a canção tornou-se um sucesso de vendas na Bélgica e na França, onde atingiu a primeira colocação nas paradas musicais. Até então, a canção é o maior recorde de vendas de Ségara e o segundo maior de Bocelli, depois de "Time to Say Goodbye". Em março do mesmo ano, Bocelli e Brightman receberam o Prêmio ECHO de "Melhor Single do Ano".
No verão de 1997, Bocelli realizou uma série de 22 concertos a céu aberto pela Alemanha e um concerto fechado em Oberhausen. Em setembro, apresentou-se na Piazza dei Cavalieri, em Pisa, para a gravação de A Night in Tuscany, com a participação especial de Nuccia Focile, Sarah Brightman e Zucchero. O concerto foi também a primeira apresentação clássica televisionada do artista, tendo sido transmitida pela PBS. Em 14 de setembro, em Munique, Bocelli recebeu o Prêmio ECHO de "Álbum Mais Vendido do Ano" por Viaggio Italiano.

### 1998 - 99:Aria: The Opera Album,SognoeSacred Arias
Bocelli estreou nas gravações de ópera em 1998, quando interpretou Rodolfo numa produção de La bohème em Cagliari. Seu quinto álbum, Aria: The Opera Album, foi lançando em março do mesmo ano.
Em 19 de abril, Bocelli fez sua estreia em solo estadunidense com um concerto no John F. Kennedy Center, em Washington, D.C., seguido de uma recepção na Casa Branca pelo Presidente Bill Clinton. Em maio, em Monte-Carlo, Bocelli recebeu o World Music Awards nas categorias "Melhor Artista Italiano" e "Melhor Performance Clássica". Também foi listado entre as "50 Pessoas mais bonitas de 1998", pela revista People.
Entre junho e agosto de 1998, Bocelli realizou uma turnê pelo continente americano. Em setembro, recebeu seu segundo Prêmio ECHO Klassik, desta vez na categoria "Álbum Clássico Mais Vendido", por Aria: The Opera Album. Na noite de Ação de Graças, Bocelli foi convidado especial de Céline Dion durante o especial televisivo These Are Special Times, no qual performaram o dueto "The Prayer" e "Ave Maria". O dueto foi incluído no álbum de Dion, These Are Special Times, lançado no mesmo ano, e integrou a trilha sonora da animação Quest for Camelot. A canção foi re-lançada no álbum Sogno, de Bocelli.
No 56º Globo de Ouro, a canção "The Prayer" venceu o prêmio na categoria Melhor Canção Original. No Grammy Awards, Bocelli foi indicado na categoria Best New Artist ("Artista Revelação"), porém a cantora estadunidense Lauryn Hill venceu a disputa. Bocelli e Dion realizaram uma performance da canção durante a cerimônia. A canção também foi indicada ao Óscar de Melhor Canção Original.
Na Itália, Bocelli se apresentou em Florença durante um encontro de chefes de Estado de centro-direita. Em 29 de novembro de 1998, convidado pela Rainha Elizabeth II, Bocelli se apresentou em Birmingham. Em 30 de novembro, lança sua autobiografia, intitulada La musica del silenzio. Durante o mês de dezembro, Bocelli realizou uma série de seis concertos em Barcelona, Estrasburgo, Lisboa, Budapeste e Messina, alguns dos quais foram televisionados internacionalmente. O tenor italiano também performou na televisão alemã, no programa Wetten, dass..? e pouco tempo depois participou de um concerto de José Carreras em Leipzig. Em 31 de dezembro, Bocelli fechou uma série de 24 concertos, com uma apresentação de Ano Novo no Nassau Veterans Memorial Coliseum, em Nova Iorque.

### Presença internacional
Gravou em 1997 com a cantora brasileira Sandy a canção "Vivo por Ella", música que foi muito executada nas rádios do Brasil.
Em 2002, Andrea repetiu a turnê (excursão) pela América, ganhando dois "World Music Awards". Desde então, Andrea continuou a carreira com aparições em concertos no mundo inteiro, cantando inclusive durante o All-Star Weekend da NBA de 2006 em Houston, Texas. Cantou "Because We Believe" ("Porque Nós Acreditamos"), do seu álbum Amore (lançado em 2006), na cerimônia de encerramento dos Jogos Olímpicos de Inverno de 2006 em Turim, Itália.
Em 2006, Bocelli trabalhou com os seis finalistas do programa de televisão American Idol, ajudando-os a cantar as canções escolhidas segundo o tema da semana: "classic love songs" (músicas românticas clássicas).
Em 2016, foi indicado ao Grammy Latino de Gravação do Ano por sua canção "Me Faltarás".
Foi anunciada a sua presença para um recital especial em Fátima, Portugal no dia  13 de maio de 2018 , para ação de graças pelo centenário das aparições de Nossa Senhora na Cova da Iria.

## Vida pessoal

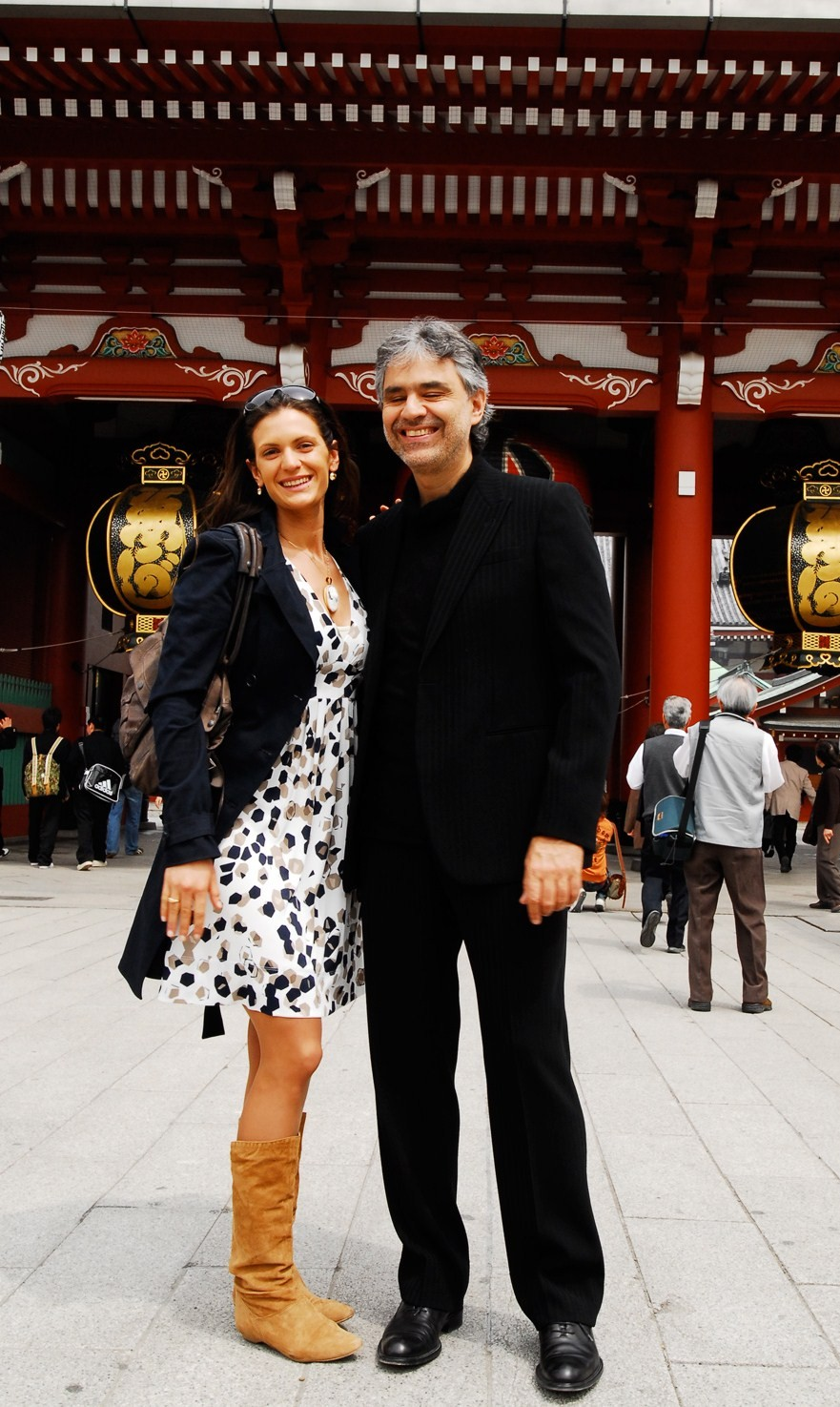
Bocelli com sua esposa Veronica Berti em Tóquio, Japão, durante a Asian Tour 2008.

Bocelli conheceu sua primeira esposa, Enrica Cenzatti, enquanto cantava em bares no início de sua carreira. Casaram-se em 27 de junho de 1992 e tiveram dois filhos. Seu primeiro filho, Amos, nasceu em fevereiro de 1995. O segundo filho, Matteo, nasceu em outubro de 1997. O casal separou-se em 2002. Atualmente, Bocelli vive com sua empresária e esposa, Veronica Berti, que conheceu pouco tempo depois. Em setembro de 2011, o casal anunciou oficialmente que Berti esperava seu primeiro filho. Virgina nasceu em 21 de março de 2012. O casal vive em uma villa em Forte dei Marmi, no Mediterrâneo. A ex-esposa e os filhos mais velhos de Bocelli vivem em Versilia, na mesma comuna. Bocelli e Berti oficializaram a união em 21 de março de 2014, em uma cerimônia no Santuário  de Montenero, na cidade de Livorno.

### Caridade e outros trabalhos
Bocelli tem se apresentado em inúmeros eventos de caridade e em outras várias ocasiões do tipo em todo o mundo, como uma apresentação no local das ruínas do World Trade Center, o Ground Zero, em outubro de 2001. Bocelli também participou de várias edições do projeto "Pavarotti & Friends" (Pavarotti e Amigos, no Brasil), liderado por seu amigo pessoal Luciano Pavarotti. Também nos concertos para a Fundação ARPA (da qual ele é presidente honorário). Em 2004, participou do concerto de Sharon Osbourne para arrecadação de fundos para as vítimas do Tsunami de 2004 e, no ano seguinte, performou num concerto televiso intitulado "Music for Asia".
Não se limitando só a cantar, Andrea contribuiu para vários trabalhos escritos, incluindo  pequeno texto sobre amizade em compilação feita por Doris S. Platt e o prefácio e um "capítulo-entrevista" para um livro italiano sobre guarda conjunta. Ele também escreveu uma autobiografia, La musica del silenzio (A música do silêncio), que foi publicada em 1999. A tradução inglesa do livro foi lançada no ano seguinte, com o nome Andrea Bocelli: The Autobiography (Andrea Bocelli: A Autobiografia).

## Discografia
| - Il mare calmo della sera (1994) - Bocelli (1995) - Romanza (1997) - Viaggio Italiano (1997) - Aria - The Opera Album (1998) - Sogno (1999) - Sacred Arias (1999) - Verdi (2000) - Cieli di Toscana (2001) - Sentimento (2002) - Andrea (2004) - Amore (2006) - Incanto (2008) - My Christmas (2009) - Passione (2013) - Cinema (2015) - Sì (2018) - Under the Desert Sky (2006) - Vivere Live in Tuscany (2008) - Concerto: One Night in Central Park (2011) - Love in Portofino (2013) | - Romanza (1997) - Vivere - The Best of Andrea Bocelli (2007) - Opera (2012) - La bohème (2000) - Tosca (2003) - Il trovatore (2004) - Werther (2005) - Pagliacci (2006) - Cavalleria rusticana (2007) - Carmen (2008/2010) - Andrea Chénier (2010) - Roméo et Juliette (2012) - Manon Lescaut (2014) - Turandot (2015) |